# Chaumoux-Marcilly
 Chaumoux-Marcilly  es una población y comuna francesa, situada en la región de  Centro, departamento de Cher, en el distrito de Bourges y cantón de Sancergues.

## Demografía
| 185 | 157 | 140 | 92 | 112 | 101 |
| Para los censos de 1962 a 1999 la población legal corresponde a la población sin duplicidades (Fuente: INSEE [Consultar]) |     |     |    |     |     |